# Sävvårtbitare
Sävvårtbitare (Conocephalus dorsalis) är en art i insektsordningen hopprätvingar som tillhör familjen vårtbitare. 

## Kännetecken
Sävvårtbitaren är en liten vårtbitare med en kroppslängd på 11 till 18 millimeter. Färgen på kroppen är grönaktig med brunaktiga antenner, samt en brunaktig till brunröd rand längs ryggsidan. Huvudet är utmärkande koniskt format och vingarna är mycket korta.

## Utbredning
Sävvårtbitaren finns i delar av Europa, däribland i Sverige.

## Levnadssätt
Sävvårtbitarens habitat är fuktiga områden med en vegetation av vass och säv, som kärrområden och kantzoner till långsamt rinnande vattendrag eller andra vattenansamlingar, ofta nära kuster. 
Sävvårtbitaren är huvudsakligen en växtätare, men kan även ta andra mindre insekter. Hanen stridulerar, det vill säga spelar, för att locka till sig honor. Sången är svag och surrande och ofta inte så lätt att uppfatta för en människa. Efter parningen lägger honan ägg som hon med hjälp av sitt äggläggningsrör, eller ovipositor, vanligen placerar i strån av säv eller vass.